# アリアータ
アリアータ（伊: agliata、リグーリア方言: アッジアッダ aggiadda）は、イタリアの塩味で香りのよいニンニクとヴィネガーのソースであり、直火焼きや炙り焼きした肉または魚や野菜の料理に添えられるほか、調理の味付けに調味料として使われる。

## 名前の語源
イタリア語のアーリオ（aglio）、つまりニンニクを語源としていると考えられている。

## 起源
古代ローマ時代に起源があり、典型的な農民の調味料である一方、上流階級でも食されていた。現在では主にリグーリア地方の料理として受け継がれている。無名のベネチア人による14世紀の料理本Liber de coquinaでは、「どんな肉にも使える」としてロースト・ガーリックと生ニンニクを使ったアリアータで味付けした料理法が紹介されている。なお、この本ではニンニク以外にパンくずと「甘いスパイス」を使うことが書かれており、ほぼ現在の形に近いがヴィネガーは言及されておらず、替わりにブロードを使用している。
食べ残しや古くなったパンをスープやソースのとろみ付けに利用する調理技法は古代ローマ時代の文献に登場しており、これは大変経済的であると同時にどんな種類のパンをどれだけの量で入れるかによって簡単に濃度が調整できるとして、現在でも地中海沿岸地帯で広く使用されている。

## 材料
アリアータは潰したニンニク、パンくず（古くなったパン）、白ワインヴィネガー、塩、そして胡椒から作られるシンプルなソースである。
オリーブオイルやみじん切りパセリなどを加えることもある。

## 調理技法
料理技法も簡素で、パンを白ワインヴィネガーに浸してニンニクを乳鉢で軽く叩きながらすり潰し、そこへ軽く絞ったパンを加え、ニンニクと共にペースト状になるまですり潰すことにより、作られる。最後に白ワインヴィネガーを加え、塩と胡椒で味を調える。前述の14世紀のLiber de coquinaの時代のようにニンニクの一部を事前にローストすることもなく、とろみもパンくずで付けられるため、火を使用することなく完成する。